# 富山県道267号福岡宮島峡公園線
富山県道267号福岡宮島峡公園線（とやまけんどう267ごう ふくおかみやじまきょうこうえんせん）は、富山県高岡市と同県小矢部市を結ぶ一般県道（富山県道）である。

## 概要
- 起点：富山県高岡市福岡町大滝175[1]（＝大滝西交差点・国道8号交点、富山県道276号西中大滝線終点）
- 終点：富山県小矢部市名ヶ滝字北向306[1]（＝富山県道74号小矢部津幡線交点）

## 歴史
- 1995年（平成7年）4月1日：路線認定[1]。

## 接続道路
- 国道8号（高岡市福岡町大滝・大滝西交差点：起点）
- 富山県道266号岡笹川線（高岡市福岡町荒屋敷・荒屋敷交差点）
- 富山県道32号小矢部伏木港線（高岡市福岡町上向田・新向田橋西詰）
- 富山県道75号押水福岡線（高岡市福岡町土屋）
- 富山県道75号押水福岡線（高岡市福岡町西明寺・西明寺上橋北詰）
- 富山県道369号小野上渡線（高岡市福岡町小野）
- 富山県道206号津幡宮島峡公園線（小矢部市森屋）
- 富山県道74号小矢部津幡線（小矢部市名ヶ滝：終点）

## 重複区間
- 富山県道32号小矢部伏木港線（高岡市福岡町上向田・新向田橋西詰 - 同市福岡町土屋）
- 富山県道75号押水福岡線（高岡市福岡町土屋 - 同市福岡町西明寺・西明寺上橋北詰）

## 周辺
- 高岡市立福岡中学校
- 小矢部川
- 三協化成 福岡工場
- 福岡公園
  - 高岡市福岡歴史民俗資料館本館
- 西明寺鉱泉
- 子撫川ダム
- 子撫川
  - 竜宮渕 - 人魚姫の像（レプリカ）
  - 宮島峡 一の滝と甌穴群 - 富山県指定天然記念物
- 宮島温泉